# Petelia anagogaria
Petelia anagogaria är en fjärilsart som beskrevs av W. Warren 1904. Petelia anagogaria ingår i släktet Petelia och familjen mätare. Inga underarter finns listade i Catalogue of Life.